# Pombal (Alfândega da Fé)
Pombal is een plaats (freguesia) in de Portugese gemeente Alfândega da Fé en telt 127 inwoners (2001).